# Bastion 36
Pour plus de détails, voir Fiche technique et Distribution.
Bastion 36 est un film français réalisé par Olivier Marchal et sorti en 2025 en exclusivité sur Netflix.
Ce drame policier, coproduction de Gaumont Production et de Netflix France, est une adaptation du roman Flics Requiem de Michel Tourscher, grand prix VSD du polar 2013,.

## Synopsis
Capitaine à la BRI, Antoine Cerda est muté à la BAC à la suite d'une sanction de l'Inspection générale. Il s'éloigne de ses coéquipiers et de son groupe de la BRI, commandé par le capitaine Sami Belkaïm. Environ un an plus tard, deux membres de son ancienne équipe sont tués, alors qu'un troisième est porté disparu. Antoine va alors enquêter et se retrouver malgré lui en pleine « guerre des polices ».

## Fiche technique
Sauf indication contraire ou complémentaire, les informations mentionnées dans cette section proviennent du générique de fin de l'œuvre audiovisuelle présentée ici.
- Titre original : Bastion 36
- Réalisation : Olivier Marchal[1],[2]
- Scénario : Olivier Marchal, en collaboration avec Olivier Dujols, d'après le roman Flics Requiem de Michel Tourscher[1],[2]
- Musique : Erwann Kermorvant
- Décors : Arnaud Putman
- Costumes : Agnès Falque
- Photographie : Denis Rouden
- Son : Yves Lévêque et Philippe Welsh
- Montage : Isabelle Bassaglia et Raphaele Urtin
- Production : Sidonie Dumas
  - Production exécutive : Marc Vadé
  - Production associée : Guillaume Colboc
- Sociétés de production : Gaumont Production et Netflix France[1],[2]
- Société de distribution : Netflix[1],[2]
- Pays de production :  France
- Langue originale : français
- Format : couleur — 2,35:1 — son Dolby Digital[3]
- Genre : action, drame[1],[2], policier, thriller
- Durée : 124 minutes
- Date de sortie : 28 février 2025 (Netflix)

## Distribution
- Victor Belmondo : Antoine Cerda, capitaine
- Tewfik Jallab : Sami Belkaïm
  - Luka Rochelle : Sami Belkaïm, 4 ans
  - Ayden Rochelle : Sami Belkaïm, 6 ans
- Yvan Attal : Charles Balestra, commissaire
- Juliette Dol : Hanna Levasseur, capitaine
- Soufiane Guerrab : Richard Esteves, capitaine
- Lydia Andréï : Cécile Wagner, commissaire divisionnaire
- Sonia Bendhaou : Sofia Esteves
- Jean-Michel Correia : Karim Mahmoudi
- Moussa Mansaly : Titus la Chapelle
- Erika Sainte : Alexandra de Brandt
- Stéphan Wojtowicz : Victor Garnier
- Nicolas Wanczycki : François Nabavian, préfet de police
- Fauve Hautot : Sacha, gérante du bar
- Igor Skreblin : Marcus Reinhart
- Sabrina Seyvecou : Kristina Dankeva, escortgirl
- Estelle Skornik : Claire Budzinski, psychiatre
- Guillaume Pottier : Vinny Segura, capitaine
- Youssef Ramal : Walid Jabrane, major
- Lise Lomi : Zoé Medjadi
- Noémie Khidel : Vanessa Belkaïm
- Muriel Combeau : la mère d'Antoine Cerda
- Xavier de Moulins : lui-même
- Christophe Raya : Serge Oswald
- Youssef Zouini : Rachid Salem
- Ludovic Faure : Saïd Nguyen
- Adama Bathily : Tyson
- Adil Dehbi : Ichem Mahmoudi, neveu de Karim Mahmoudi

## Production

### Genèse et développement
Le 5 novembre 2022, invité de l'émission La Scène culture sur France Bleu, Olivier Marchal confirme des rumeurs qui circulaient depuis des mois : « Je voudrais faire la suite de 36, 20 ans après. Je suis en train de plancher sur Bastion 36. »,.
Le 24 septembre 2023, le réalisateur indique terminer l'écriture du film. Il précise que ce ne sont « pas du tout les mêmes personnages » que dans 36 mais qu'il « évoquera la manière dont la police a évolué » depuis par le biais d'une histoire de « guerre des services avec un tueur de flics ».
Le 25 avril 2024, selon Deadline Hollywood et Allociné, Netflix confirme que le film n'est pas la suite de 36, bien qu'il ramène le réalisateur dans l'univers de ce film policier qui avait fait sa renommée en 2004,,.
Le scénario est une adaptation du roman Flics Requiem de Michel Tourscher, grand prix VSD du polar 2013,.

### Attribution des rôles
En avril 2024, Deadline Hollywood annonce que le rôle principal est confié à Victor Belmondo, petit-fils de Jean-Paul Belmondo, avec à ses côtés Tewfik Jallab, Yvan Attal, Juliette Dol et Soufiane Guerrab.

### Tournage
Le tournage débute en mars 2024 à Paris,,,.
En juin 2024, Olivier Marchal déclare à l'hebdomadaire Télé-Loisirs que ce tournage dans la capitale lui a laissé un goût amer : « Paris, je viens de faire 13 semaines de tournage, ça a été l'enfer. L'agressivité, la crasse, la violence des gens, le cynisme… On s'est fait agresser, foncer dessus… C'est devenu impossible Paris, c'est une ville totalement déshumanisée. Plus jamais de ma vie je tournerai à Paris. »,.

### Musique
La musique du film est composée par Erwann Kermorvant qui retrouve, une fois de plus, le réalisateur :
Liste de pistes
1. Cerda (1:39)
2. Tail (4:52)
3. Unbearable (3:38)
4. Underground Fight (2:33)
5. One Too Many (3:05)
6. Simple Fear (3:04)
7. Guts (2:58)
8. Ugly (1:55)
9. Searching The Truth (2:30)
10. One of Us (1:16)
11. In a Spin (9:56)
12. The Files (4:21)
13. Bastion 36 (2:10)
14. Una Corda Sketch (2:38)

Chansons
 Sauf indication contraire ou complémentaire, les informations mentionnées dans cette section proviennent du générique de fin de l'œuvre audiovisuelle présentée ici.
- Free Party, composée et interprétée par Paul Sabin (extrait de la série Stalk)
- Une belle histoire, interprétée par Michel Fugain et le Big Bazar
- Stamina, interprétée par Vitalic
- Sonate pour piano no  2 : Marche funèbre, composée par Frédéric Chopin
- Niemand, interprétée par Julia Lanoë et Viatlic Dima
- Ich komme Züruck, interprétée par Julia Nadine Lanoë
- Cash, interprétée par Mathieu Pruski
- Sublime, interprétée par Disiz

## Citations
- "L'administration préfère un flic mort qu'un flic corrompu."
- Commissaire Wagner: "La morale commence là où s’arrête la police."